# Lyssomanes ceplaci
Lyssomanes ceplaci är en spindelart som beskrevs av Galiano 1980. Lyssomanes ceplaci ingår i släktet Lyssomanes och familjen hoppspindlar. Inga underarter finns listade i Catalogue of Life.